# Naturschutzgebiet Meißner
Das Naturschutzgebiet (NSG) Meißner stellt die steil abfallenden Hänge und Teile des Hochplateaus des Hohen Meißner, eines etwa 750 Meter hohen Bergmassivs im Werra-Meißner-Kreis in Nordhessen unter Schutz. Das Gebiet ist Bestandteil des Natura 2000-Schutzgebiets „Meißner und Meißner Vorland“ (Nr. 4725-306) und des europäischen Vogelschutzgebiets „Meißner“ (Nr. 4725-401). Teile des Naturschutzgebiets bilden ein Naturwaldreservat. Mit einer Flächengröße von 930,82 Hektar gehört das NSG zu den größten hessischen Naturschutzgebieten und ist das größte Wald-Naturschutzgebiet des Bundeslandes. Außerdem werden aber auch etwa 150 Hektar artenreiche Bergwiesen und ein Hang-Quellmoor mit geschützt.
Das Naturschutzgebiet umfasst nicht das gesamte Bergmassiv. Es umgibt ringförmig das überwiegend nicht geschützte Hochplateau, das zu großen Teilen Fichtenforsten trägt. Auch der Basaltsteinbruch Bransrode und der ehemalige Tagebau „Kalbe“ sind nicht Bestandteil des Schutzgebiets. Am Meißner liegen außerdem mit den Naturschutzgebieten „Bühlchen bei Weißenbach“  und „Quellgebiet der Weißen Gelster“ zwei weitere, räumlich getrennte Naturschutzgebiete.

## Lage
Aufgrund seiner herausgehobenen Lage, die die umgebenden Höhenzüge deutlich überragt, bildet der Hohe Meißner innerhalb des Fulda-Werra-Berglands eine eigene naturräumliche Einheit. Die Kuppe des Hohen Meißner bildet ein nahezu ebenes Hochplateau, das in alle Richtungen durch steile Hänge begrenzt wird. Das Plateau wird gebildet durch eine großflächige, etwa 100 bis 150 Meter mächtige Basalt-Decke, die durch ihre größere Härte bei der Hebung des Gebiets als Härtling aus den weicheren tertiären und mesozoischen Sedimenten herauspräpariert wurde. Die natürliche Abbruchkante des Plateaus innerhalb des Schutzgebiets bildet teilweise aus Säulenbasalt bestehende Klippen wie die Seesteine und ausgedehnte Blockmeere aus, die seit der Eiszeit natürlicherweise waldfrei geblieben sind.
Politisch liegt das Schutzgebiet anteilig in den Gemarkungen verschiedener umliegender Gemeinden: Dudenrode (Stadtteil von Bad Sooden-Allendorf), Weißenbach und Laudenbach (Stadtteile von Großalmerode), Hausen und Küchen (Stadtteile von Hessisch Lichtenau), Frankenhain und Frankershausen (Ortsteile der Gemeinde Berkatal), Germerode und Vockerode (Ortsteile der Gemeinde Meißner). Das Meißnerplateau wird erschlossen durch die Landesstraße 3241 zwischen Velmeden und Vockerode, die auch das NSG selbst quert.

## Geologie

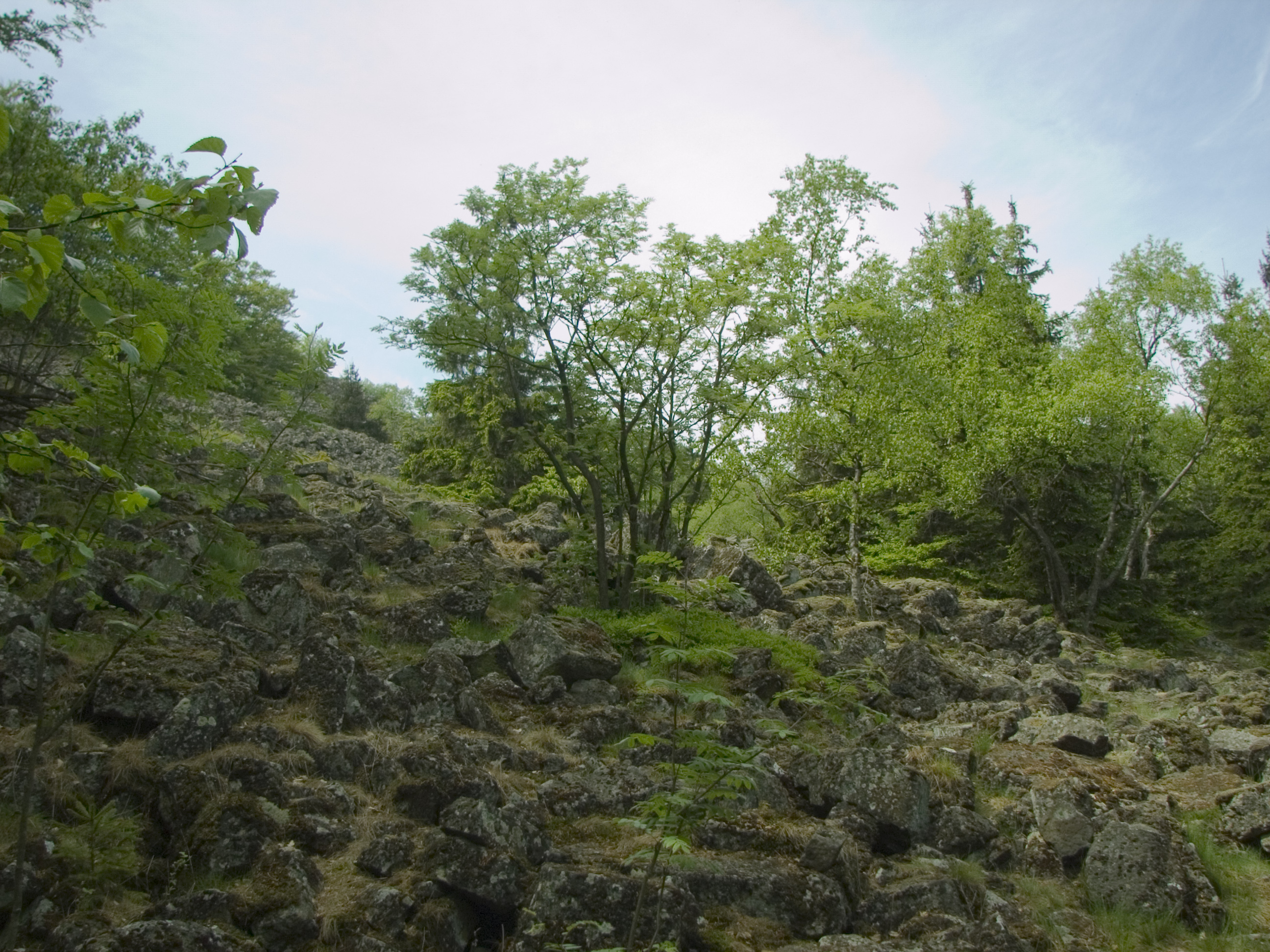
Blockhalde nahe Schwalbenthal

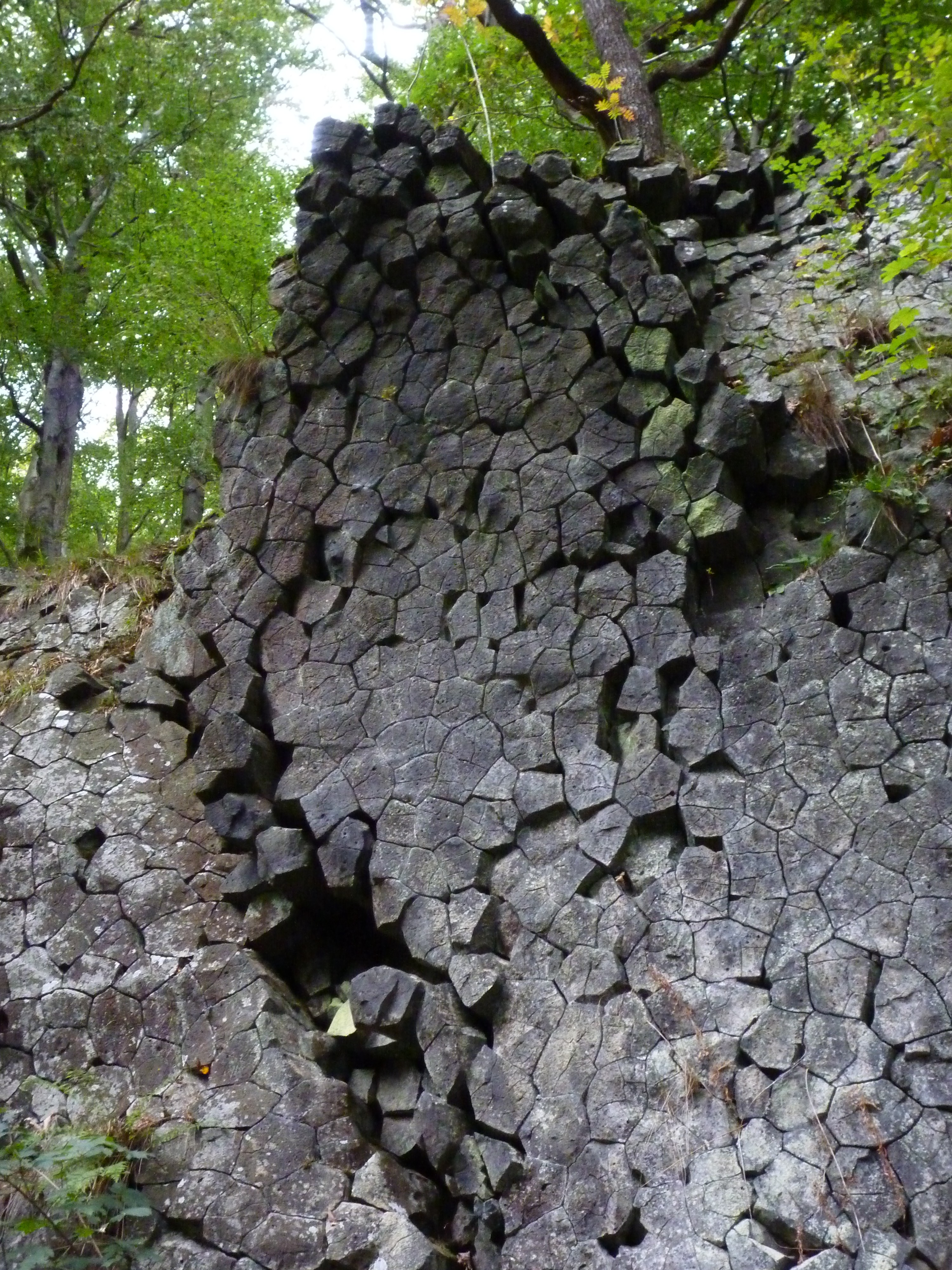
Der Basaltgang der Kitzkammer

Das Eruptivgestein des Meißner wird petrographisch charakterisiert als grobkörniger Olivin-Dolerit, der den größten Teil der Kuppe einnimmt. Ein kleiner Teil südlich der Kasseler Kuppe besteht aus ähnlich zusammengesetztem, aber feinkörnigerem dichten Olivin-Basalt, der auch die heute durch den Bergbau isolierte Kuppe der Kalbe aufbaut. Glasreicher Olivinbasalt fehlt der Hochfläche, er ist nur an den isoliert liegenden Basaltfelsen der Kitzkammer oberhalb der Ortschaft Hausen aufgeschlossen, die aus einem etwa 80 Meter mächtigen Basaltgang aufgebaut wird. Basalt-Tuff findet sich ganz vereinzelt an der Sendestation. Der dichte Olivinbasalt wird im Steinbruch Bransrode abgebaut, wo er von Olivindolerit überlagert ist, der hier aber als nicht nutzbar abgeräumt und deponiert wird. Die Basaltdecke ist oberflächlich eben, ihre Basisfläche ist allerdings verschieden hoch, was durch das Auffüllen tertiärer Mulden erklärt wird. Der Meissner war kein Vulkan, die Basaltlava war hier als oberflächennahe Intrusion in die umliegenden Gesteinsschichten eingedrungen, ohne die Oberfläche zu erreichen. Ein Förderschlot ist nicht nachgewiesen. Der Basalt ist vermutlich in einer, oder mehreren Spalten, möglicherweise der Kitzkammer, aufgestiegen. Ob das Massiv der Kalbe einen eigenständigen Intrusivkörper bildet oder zum übrigen Meißnerbasalt dazugehört, ist umstritten. Die Blockmeere und Blockströme aus Basaltgestein sind vermutlich im Eiszeitalter entstanden. Sie sind standörtlich besonders, weil auf dem groben Geröll niemals Baumwuchs möglich war, und weil durch Kaltluftströme innerhalb des Gerölls lokalklimatisch sehr kalte Standorte entstehen, Standorte von seltenen Glazialrelikten. Feinerdereichere Blockströme tragen Schlucht- und Hangmischwälder.
Der Sockel des Basaltmassivs wird an der Ost- und der Südseite des Bergs von Sandsteinen des Buntsandstein aufgebaut, auf der Westseite steht im Hangbereich im NSG Kalkstein des Muschelkalk an. Zwischen diesem triassischen Sockel und der Basaltdecke ist auf ganzer Fläche nicht verfestigtes, aus Tonen und Sanden bestehendes tertiäres Sediment (wahrscheinlich aus dem Miozän) eingeschaltet, in das Braunkohlen-Flöze eingelagert sind, auf die jahrhundertelang Bergbau betrieben wurde. An der Oberfläche sind die tertiären Schichten nur auf der Südseite lokal auszumachen. Das von einem etwa 2 Hektar großen See gefüllte Tagebaurestloch des 1974 stillgelegten Tagebaus Kalbe wurde bei der Ausweisung des Naturschutzgebiets ausgespart. Nicht abgebaute Braunkohlenvorräte, deren Abbau zwischenzeitlich in den 1970er Jahren erwogen worden war, verhinderte viele Jahre lang die Ausweisung des Schutzgebiets.

## Wälder
Das Naturschutzgebiet wird überwiegend von naturnahen Laubwäldern eingenommen, die sich verschiedenen Waldgesellschaften zuordnen lassen.
Flächenmäßig dominieren unter den Wäldern des Naturschutzgebiets die Buchenwälder. Auf den basaltischen Böden überwiegt der Waldmeister-Buchenwald (Galio odorati-Fagetum), der auf Böden mittlerer Basenversorgung stockt. Zweithäufigster Waldtyp ist der Hainsimsen-Buchenwald (Luzulo-Fagetum), der merklich artenärmer ist und auf sauren Standorten wächst, neben den Buntsandsteinböden der Osthänge auch auf oberflächlich verhagerten Basaltböden. Auf Kalkböden und reichen Basaltböden gibt es Bestände des Waldgersten-Buchenwalds (Hordelymo-Fagetum). Eine Besonderheit des Meißner sind allerdings die baumartenreicheren Schlucht- und Hangmischwälder auf feinerdereicheren Blockschutt-Standorten. In der Baumschicht dominieren Berg-Ahorn (Acer pseudoplatanus), Gemeine Esche (Fraxinus excelsior), Bergulme (Ulmus glabra) und Sommerlinde (Tilia platyphyllos). In der Strauchschicht ist die Alpen-Johannisbeere (Ribes alpinum) verbreitet. Die reiche Krautschicht ähnelt derjenigen der Kalkbuchenwälder, ist aber außerdem reich an Farnen. Eine Besonderheit der Blockhaldenwälder des Meißner ist Brauns Schildfarn (Polystichum braunii), der hier seinen einzigen hessischen Standort besitzt. Das Forstamt Hessisch Lichtenau hat zur Erhaltung dieser Art ein besonderes Artenschutzprogramm initiiert.

## Unbewaldete Habitate

### Das Weiberhemd und andere Moorbildungen
Das etwa einen Hektar große Weiberhemd-Moor liegt auf der Hochfläche westlich des Tagebaus Kalbe, zu seinem Schutz ist eine durch die Bergbauflächen vom übrigen NSG isolierte Schutzgebiets-Insel auf der Hochfläche ausgewiesen worden, die von (nicht schutzwürdigen) Fichtenforsten umgeben ist. Aus hydrogenetischer Sicht handelt es sich um ein Hangquellmoor, ökologisch betrachtet ist es durch die eutrophen Verhältnisse eines Nieder-/Flachmoores mit deutlichen Anklängen und Übergängen zur Gruppe der mesotrophen Zwischenmoore charakterisiert. Auf dem Moorkörper finden sich eine Vielzahl verschiedener moortypischer Vegetationseinheiten, wie etwa Erlenbruchwälder, Seggenriede, in geringem Umfang auch Decken aus Torfmoosen, wobei Sphagnum recurvum agg. die höchsten Abundanzen erreicht. Seltener findet sich das bultenbildende Sphagnum divinum (früher Sphagnum magellanicum). Weitere seltene Pflanzenarten sind Scheiden-Wollgras (Eriophorum vaginatum) und Purpur-Reitgras (Calamagrostis purpurea). Der Torf erreicht bis zu zwei Meter Mächtigkeit. Der Flurname „Weiberhemd“ wird gedeutet als von der Form (oben schmal, dann nach unten hin breit zulaufend) abgeleitet (eventuell durch eine weiße Schneedecke akzentuiert), er wurde aber möglicherweise von einer anderen, nahe gelegenen Wiese auf das Moor übertragen (so in einer Flurkarte von 1846 dargestellt). Das Moor gehörte früher zur Hutung von Frankershausen und wurde bei deren Aufforstung ausgespart.
Ein zweites kleines Moor, die „Seewiese“, liegt am Südhang des Meißner direkt unterhalb der Seesteine. Der verlandete Teich ist nur 0,35 Hektar groß. Die fast sieben Meter mächtigen Verlandungstorfe wurden pollenanalytisch untersucht.
Die „Butterwiese“ ist eine etwa zwei Hektar große Quellmoorkuppe nahe der Sendemasten, unmittelbar südlich der Landesstraße. Sie wurde bei der Aufforstung der Kuppe aufgrund ihrer botanischen Bedeutung ausgespart, die damals hier vorhandene Kriech-Weide (Salix repens) ist aber trotz dieser Maßnahme heute verschwunden. Auf der anmoorigen Fläche bildet das Scheiden-Wollgras ausgedehnte Bestände.

### Der Frau-Holle-Teich
Der Frau-Holle-Teich ist ein natürlich entstandenes Stillgewässer am Osthang des Meißner, der sich in einer durch Basaltschutt-Rutschungen entstandenen Hohlform gebildet hat, die durch tonige Sedimente wasserstauend abgedichtet ist. Der Teich besitzt, nach Untersuchungen in den 1930er Jahren eine maximale Wassertiefe von etwa 2,60 Meter und zeigt kaum Ansätze einer Verlandung. Er wird durch das Wasser einer benachbarten Quelle gespeist, 1936 wurde zur Stützung der Wasserführung ein Zulaufgraben vom benachbarten Ziegenbach angelegt. Der Teich ist umgeben von einem Röhricht aus Breitblättrigem und Schmalblättrigem Rohrkolben (Typha latifolia und angustifolia), Wald-Simse (Scirpus sylvaticus), Schmalblättrigem Wollgras (Eriophorum angustifolium) und Schnabel-Segge (Carex rostrata).

### Hausener Hute, Viehhaushute und Struthwiese
Die nahe beieinander liegenden Flächen befinden sich auf der Westseite, oberhalb des Dorfes Hausen, die Hausener Hute unmittelbar unterhalb der Sendemasten. Die früher durch das Vieh der Dorfbewohner als Hute bzw. Allmende beweideten Flächen werden heute durch Pflegemaßnahmen des Naturschutzes erhalten. Die Vegetation der Hutewiesen ist sehr artenreich und umfasst zahlreiche in der Region sehr seltene Pflanzenarten. Es handelt sich um ein Mosaik aus Borstgrasrasen, Zwergstrauchheiden, Feuchtwiesen und Kleinseggenriedern und artenreichen Bergwiesen (Berg-Fettwiesen vom Typus der Goldhaferwiese, Verband Polygono-Trisetion), die im Sommer durch die violette Blütenfarbe der montanen (nur in Berglagen verbreiteten) Krautart Wald-Storchschnabel (Geranium sylvaticum) auffallen. Auf den Huten kommt unter anderem die Prachtnelke (Dianthus superbus) vor, mit Trollblume (Trollius europaeus), Nordischem Labkraut (Galium boreale) weitere montan verbreitete Arten. Hunds-Veilchen (Viola canina), Arnika (Arnica montana) und andere seltene Arten nährstoffarmer Standorte sind Charakterarten der Borstgrasrasen. In den vernässten und anmoorigen Bereichen kommt etwa das rot blühende Wald-Läusekraut (Pedicularis sylvatica) vor.

### Blockhalden
Die Basalt-Blockhalden finden sich überwiegend auf der Ost- und Südseite des Meißner. Sie bestehen aus mehr oder weniger abgerundeten Blöcken von wenigen Dezimeter bis zu etwa einem Meter Durchmesser. Die Blockschutthalden sind heute ruhend, allerdings in den zentralen Bereichen durch ihre Armut an Feinerde waldfeindlich und bilden daher natürliche Lichtungen im Wald aus. Botaniker des 18. Jahrhunderts fanden hier Arten wie Weiße Silberwurz (Dryas octopetala) und Moosglöckchen (Linnaea borealis), die heute nur noch in den Alpen oder der skandinavischen Tundra verbreitet sind, diese haben offensichtlich seit der Eiszeit hier überdauern können. Heute sind sie allerdings im Gebiet ausgestorben, wofür, neben anderen Gründen, die exzessive Sammelleidenschaft der Botaniker wie etwa Conrad Moench selbst verantwortlich war. Bis heute finden sich hier überwiegend montan bis alpin verbreitete Bärlapparten wie der Tannenbärlapp (Huperzia selago) sowie eine Vielzahl von Moosarten, darunter die arktisch-alpinen Andreaea rupestris, Gymnomitrium obtusum und Anastrophyllum saxicola. Zu den ersten Baumarten, die vom Rand her in die Blockhalden vordringen, gehört die Karpatenbirke (Betula pubescens subsp. carpatica).

## Geschichte des Schutzgebiets
Markante Einzelstrukturen wie der Frau-Holle-Teich, das Weiberhemd, die Seesteine und die Kalbe wurden bereits im Jahr 1921 durch Verwaltungsanordnung unter Schutz gestellt. Nach der Einführung des Reichsnaturschutzgesetzes im Jahr 1935 wurden aber, anstelle eines Naturschutzgebietes, nur diese kleinen Flächen als Naturdenkmal geschützt. Aufgrund der Bedrohung durch den Braunkohlentagebau beantragten Naturschützer bereits 1951 ein Naturschutzgebiet für den Meißner. Dieses wurde aber erst 1970, zunächst auf 720 Hektar Fläche, realisiert. Das Naturschutzgebiet in seiner heutigen Ausdehnung wurde dann 1989 ausgewiesen.
Bereits 1988 wurde am Osthang das Naturwaldreservat Meißner festgesetzt, das vollständig innerhalb des NSG liegt. Es besteht aus einem Totalreservat, ohne forstliche Eingriffe, und zwei naturnah bewirtschafteten Vergleichsflächen, jeweils 47 Hektar groß.
Das 2043 Hektar große Natura-2000-Gebiet (auch Flora–Fauna–Habitat oder FFH-Gebiet genannt), Nummer DE 4725-306, Meißner und Meißner Vorland, wurde mit der Verordnung über die Natura 2000 Gebiete in Hessen (Gesetz- und Verordnungsblatt für das Land Hessen – Teil I -Nr. 4, vom 16. Januar 2008) rechtsverbindlich ausgewiesen. Für das Gebiet ist, gemeinsam mit dem Vogelschutzgebiet (VSG), Nummer DE 4725-401, Meißner (das weitere Flächen umfasst), ein Bewirtschaftungsplan aufgestellt worden. In diesem wird auch die Pflege und Bewirtschaftung der Flächen des Naturschutzgebietes, das als größte Teilfläche davon vollständig innerhalb dieser Schutzgebiete liegt, geregelt. Ein eigener Pflege- und Entwicklungsplan für das Naturschutzgebiet existiert damit nicht mehr.